# Cystamminella
Cystamminella es un género de foraminífero bentónico considerado un sinónimo posterior de Buzasina, de la familia Haplophragmoididae, de la superfamilia Lituoloidea, del suborden Lituolina y del orden Lituolida. Su especie tipo era Cystamminella pseudopauciloculata. Su rango cronoestratigráfico abarcaba desde el Cretácico superior hasta el Oligoceno.

## Discusión
Clasificaciones previas incluían Cystamminella en el suborden Textulariina del orden Textulariida, o en el orden Lituolida sin diferenciar el suborden Lituolina.

## Clasificación
Cystamminella incluía a las siguientes especies:
- Cystamminella galeata †, aceptado como Buzasina galeata †
- Cystamminella pseudopauciloculata †